# Thrombose veineuse superficielle
Une thrombose veineuse superficielle ou phlébite superficielle, appelée aussi périphlébite ou abusivement paraphlébite, est l'occlusion ou l’inflammation d'une veine superficielle, le plus souvent du membre inférieur (dépendant alors de la veine saphène interne ou saphène externe). 

## Causes
Les causes des phlébites profondes peuvent également atteindre le réseau superficiel : immobilisation prolongée, cancers ou maladie constitutive de la coagulation.... 
Certaines causes sont plus spécifiques : traumatisme de la veine (en particulier si associé à une infection en cas d'utilisation pour un abord veineux : « veinite »), antécédents de phlébites superficielles, varices isolées ou dans le cadre d'une maladie post-phlébitique.

## Description
Elle se présente sous la forme d'une induration douloureuse avec rougeur. On peut palper un cordon douloureux.
Elle peut être isolée ou associée à une thrombose veineuse profonde.

## Diagnostic
Le diagnostic est confirmé par une échographie Doppler veineuse qui pourra, par la même occasion, voir s'il existe une atteinte associée du réseau profond.

## Évolution
L'évolution est habituellement favorable mais peut se compliquer dans 10 % des cas d'une phlébite profonde ou d'une embolie pulmonaire entraînant la mise sous anticoagulants dans ces cas.

## Traitement
Le traitement est symptomatique d'une part :
- un traitement antalgique par paracétamol, anti-inflammatoires non stéroïdien locaux peut être proposé ;
- les bas de contention peuvent limiter le risque d'apparition de thrombose veineuse profonde sans risque hémorragique.

Une surveillance à la recherche d'une thrombose veineuse profonde et d'une embolie pulmonaire est nécessaire.
Un traitement par fondaparinux (nom commercial courant Arixtra) permettrait de limiter le risque de thrombose veineuse profonde et d'embolie pulmonaire, mais sa balance bénéfice-risque ne semble pas favorable (son efficacité est limitée et ses effets à long terme ne sont pas connus) et sa balance coût-efficacité est défavorable (surtout si on considère qu'un traitement de 45 jours est nécessaire). Les études nécessiteraient des critères d'inclusion plus large, une mesure de critères de jugements principaux plus pertinents. En France, la molécule a reçu une autorisation de mise sur le marché dans cette indication mais le niveau d'amélioration du service médical rendu (ASMR) est considéré comme nul, le risque de complication d'une thrombose veineuse superficielle étant faible.